# Aeroportul Internațional Nursultan Nazarbayev
Aeroportul Internațional Nursultan Nazarbayev (IATA: NQZ, ICAO: UACC) este un aeroport din Astana, Kazahstan ce deservește zona Astana. Aeroportul a fost tranzitat în 2022 de 6.000.000 de pasageri. A fost deschis în 1931 și numit după Nursultan Nazarbaev.
Situat la o altitudine de 355 m, aeroportul dispune de 1 pistă.

## Infrastructură

### Piste
Aeroportul dispune de o singură pistă. Pista 04/22 are suprafața de asfalt și dimensiunile 3.500 m × 45 m. 